# Anastasiya Novosad
Anastasiya Novosad (en ukrainien : Новосад Анастасія Юріївна) née le 8 mai 1993 à Rivne en Ukraine est une skieuse acrobatique ukrainienne spécialisée dans le saut acrobatique.

## Palmarès

### Championnats du monde
- Championnats du monde 2023 à Bakouriani (Géorgie) :
  -  Médaille de bronze en saut individuel.
  -  Médaille de bronze en saut par équipes.

### Coupe du monde
- 3 podiums dont 1 victoire.

#### Détails des victoires
| Épreuve / Édition | Sauts |
| ----------------- | ----- |
| 2021-2022         | Ruka  |